# Xã Washington, Quận Marshall, Iowa
Xã Washington (tiếng Anh: Washington Township) là một xã thuộc quận Marshall, tiểu bang Iowa, Hoa Kỳ. Năm 2010, dân số của xã này là 555 người.